# Józef Kałuża
Józef Ignacy Kałuża, né le 11 février 1896 à Przemyśl et mort le 11 octobre 1944 à Cracovie, est un footballeur puis entraîneur de football polonais.

## Biographie

### Joueur
Il fut sans conteste le meilleur attaquant polonais des années 1920. 
Il remporta avec le Cracovia Kraków le premier championnat de Pologne de football en 1921. 
Il inscrivit au total 465 buts en 408 matches pour Cracovie.

### Entraîneur
Devenu entraîneur à partir de 1932, il dirigea la sélection polonaise aux Jeux olympiques de Berlin en 1936 et lors de la coupe du monde 1938. 
Sa carrière d'entraîneur de la Pologne fut stoppée en 1939 après l'invasion du pays par l'Allemagne nazie.